# Operação Hastings

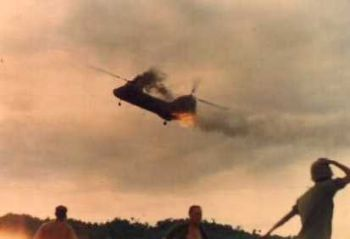
CH-46 do HMM-265 arrastando fumaça e chamas após ser atingido pela artilharia antiaérea PAVN. O helicóptero caiu e explodiu com o impacto, matando 13 fuzileiros navais

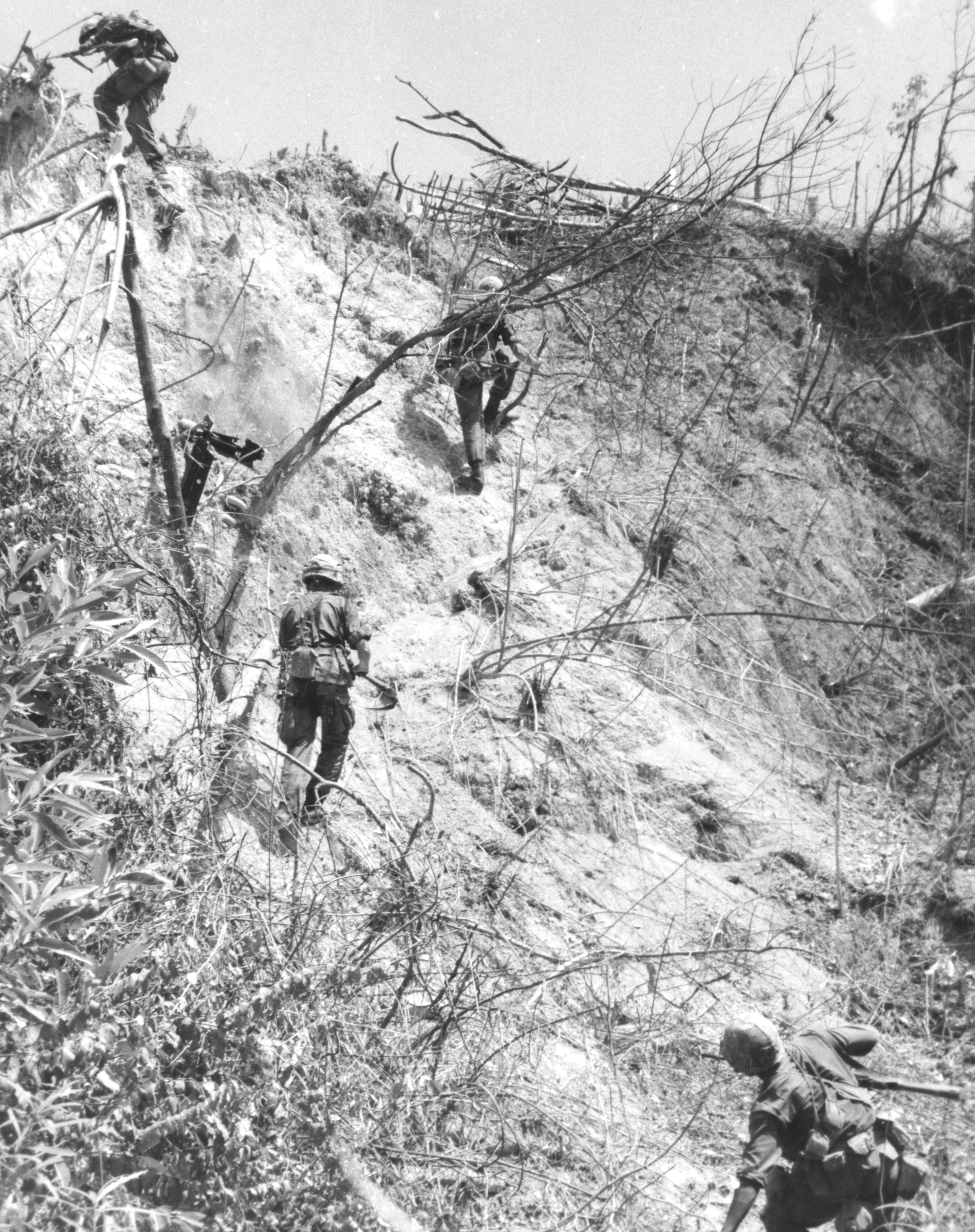
3/4 Fuzileiros navais atacam morro acima após ataques aéreos

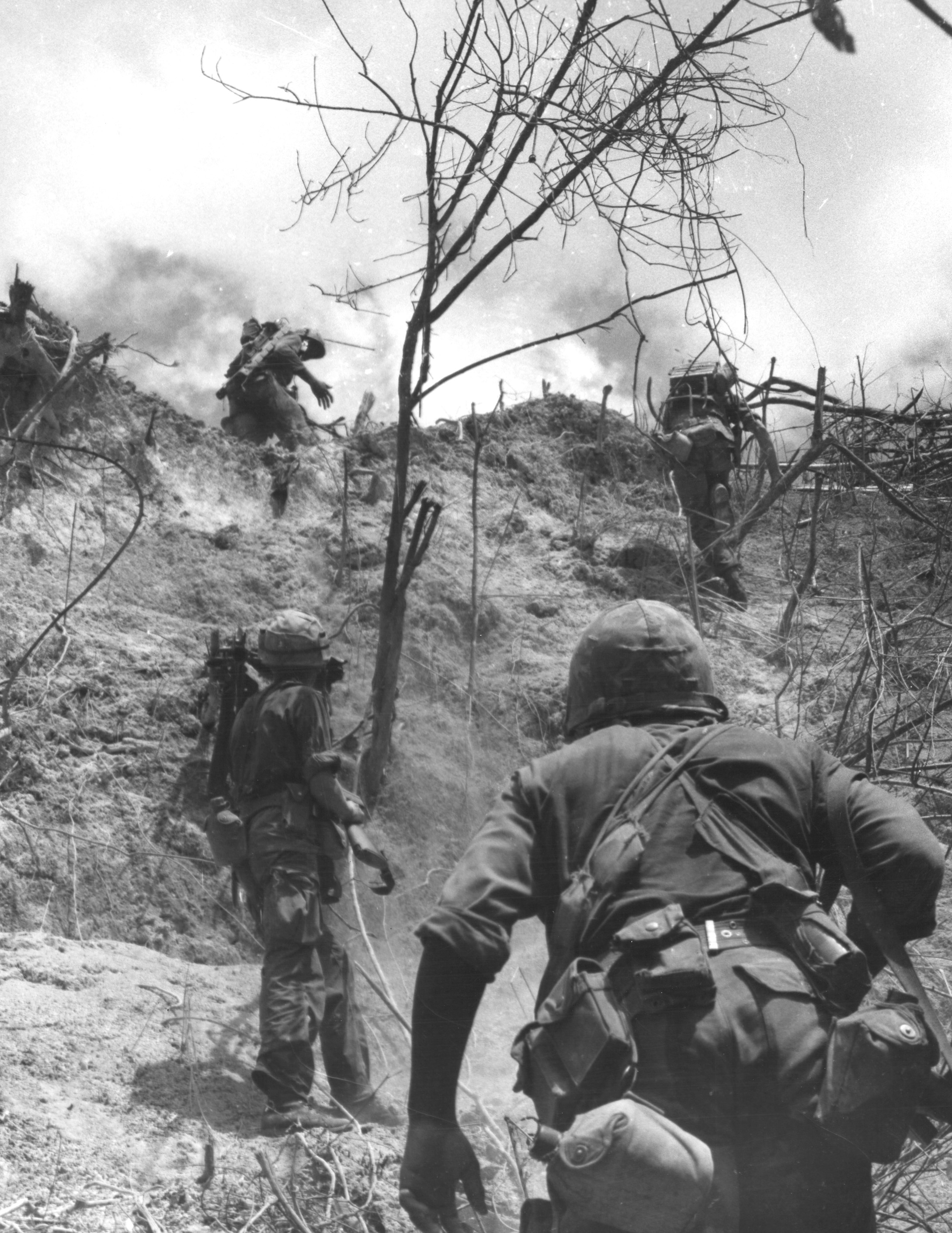
Companhia G, 4º Regimento de Fuzileiros Navais, ataque morro acima

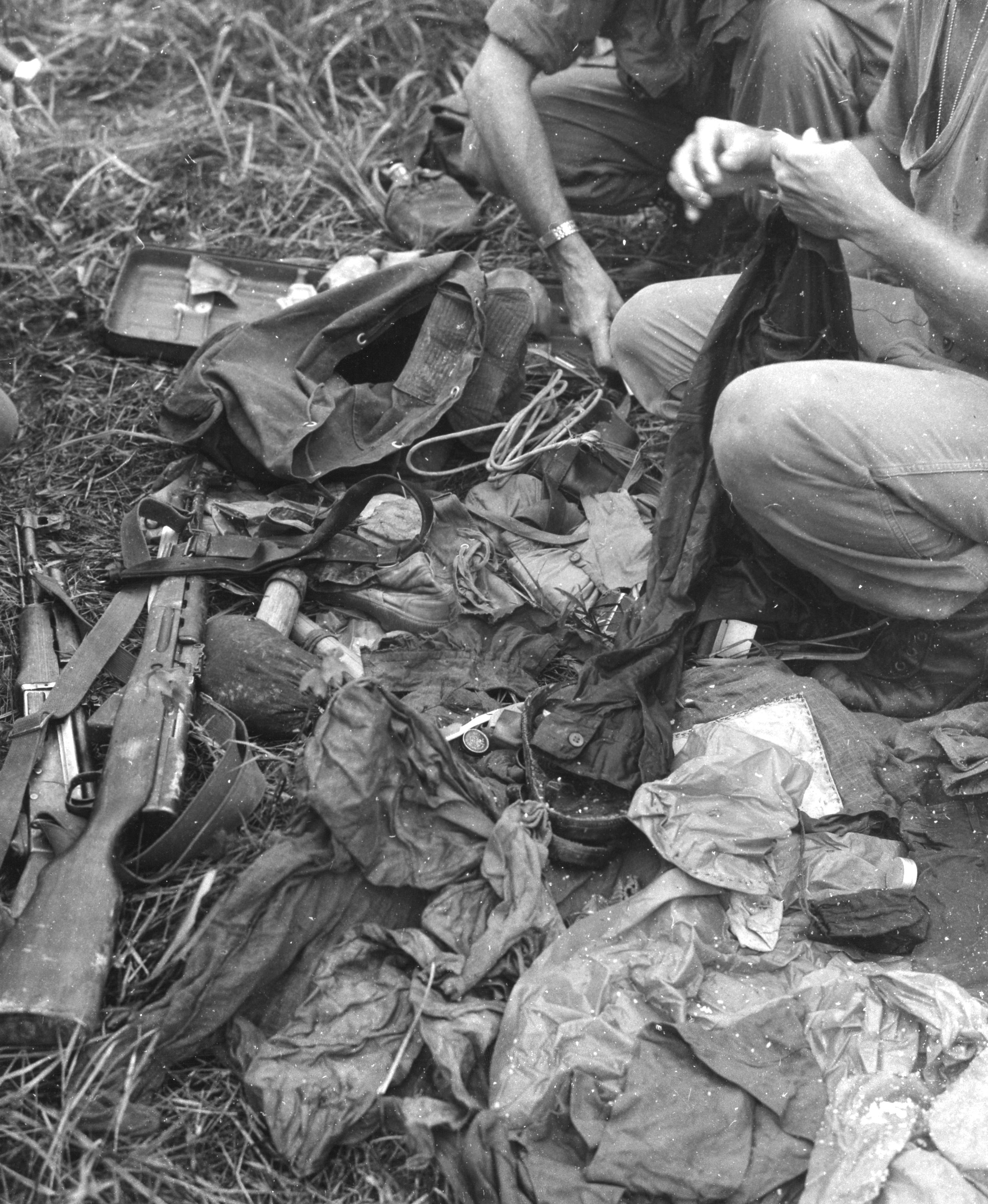
Equipamento PAVN capturado pela Companhia E, 2/1 Fuzileiros Navais

A Operação Hastings foi uma operação militar americana na Guerra do Vietnã. A operação foi um sucesso qualificado na medida em que empurrou as forças do Exército Popular do Vietnã (PAVN) de volta através da Zona Desmilitarizada (DMZ). Como a PAVN claramente não se sentia constrangida pela natureza "desmilitarizada" da DMZ, a liderança militar dos EUA ordenou um acúmulo constante de fuzileiros navais dos EUA perto da DMZ de 1966 a 1968.

## Antecedentes
No final de junho e início de julho de 1966, as unidades de reconhecimento da Marinha dos EUA ao sul da Zona Desmilitarizada (DMZ) notaram um aumento nas atividades das tropas da PAVN (Exército Popular do Vietnã). Em 6 de julho, a 1ª Divisão do Exército da República do Vietnã (ARVN) capturou um soldado da PAVN que revelou a presença do 812º Regimento da Divisão 324B na região. Em 9 de julho, um tenente do mesmo regimento se rendeu e confirmou que a missão da Divisão 324B era "libertar" a província de Quang Tri.

## Prelúdio
Diante dessas informações, o General-de-Brigada Wood B. Kyle, comandante da 3ª Divisão de Fuzileiros Navais, recomendou ao General Lew Walt que os EUA lançassem uma operação para repelir as tropas da PAVN. A recomendação foi aprovada pelo General Westmoreland. Em 11 de julho, foi planejada uma operação conjunta entre os fuzileiros navais dos EUA e a ARVN, nomeada Operação Hastings. A Força-Tarefa Delta foi formada em 13 de julho, composta por quatro batalhões de infantaria, um batalhão de artilharia e várias forças de apoio, sob o comando do General Lowell English. O objetivo era enfrentar o 90º Regimento PAVN que estava usando o Vale do Rio Song Ngan como rota de infiltração, com planos de atacar o posto de comando da Divisão 324B na Colina 208.

## Batalha
Dia D em Helicopter Valley Em 15 de julho, após bombardeios aéreos e de artilharia, as tropas de 3/4 fuzileiros navais foram transportadas para a zona de pouso LZ Crow, mas enfrentaram dificuldades devido ao tamanho inadequado da zona e colidiram alguns helicópteros. Outro helicóptero foi abatido pelo fogo antiaéreo da PAVN, causando 13 mortes, levando à renomeação do vale para "Helicopter Valley". As tropas enfrentaram resistência contínua, com ataques noturnos e confrontos intensos resultando em várias baixas.
Nos dias seguintes, os fuzileiros navais continuaram a enfrentar emboscadas e ataques da PAVN, com intensos combates corpo a corpo e apoio aéreo e de artilharia frequente. Em 17 de julho, 2/4 fuzileiros navais se juntaram a 3/4, mas enfrentaram dificuldades no terreno e clima adverso. Em 18 de julho, novos ataques aéreos e deslocamentos de tropas ocorreram, com operações coordenadas para cercar e atacar as posições da PAVN.
19 a 25 de julho As operações continuaram com patrulhas e ataques, resultando em confrontos esporádicos, mas intensos. A Colina 208 foi tomada sem resistência significativa após intensos bombardeios. No entanto, a difícil geografia e as condições climáticas continuaram a desafiar as operações dos fuzileiros navais. Os ataques da PAVN eram frequentes, e os fuzileiros responderam com força, resultando em numerosas baixas em ambos os lados.
26 de julho a 3 de agosto Devido às dificuldades logísticas e ao terreno, foi decidido retirar a Força-Tarefa Delta para o sul. As operações de patrulha continuaram, e em 28 de julho, uma patrulha de reconhecimento avistou uma grande força da PAVN, resultando em um ataque de artilharia que causou pesadas baixas no inimigo. A Operação Hastings terminou oficialmente em 3 de agosto, com a maior parte da Divisão 324B cruzando de volta a DMZ ou se dispersando na selva. As tropas da PAVN foram descritas como bem equipadas, treinadas e altamente agressivas.